# De Sprookjesbuurt
De Sprookjesbuurt is een buurt in 's-Hertogenbosch, in de Nederlandse provincie Noord-Brabant, gelegen in de wijk De Hambaken in het stadsdeel Noord. De buurt ligt ten zuiden van de A59. In de buurt bevindt zich onder meer basisschool De Duizendpoot.

## Bevolking
54% Nederlandse achtergrond,
46% Migratieachtergrond

## Aangrenzende buurten
| Aangrenzende buurten       | Aangrenzende buurten | Aangrenzende buurten | Aangrenzende buurten | Aangrenzende buurten |
| -------------------------- | -------------------- | -------------------- | -------------------- | -------------------- |
|                            |                      | Maaspoort            |                      |                      |
|                            |                      |                      |                      |                      |
| De Muziekinstrumentenbuurt | De Rompert           |                      |                      |                      |
|                            |                      |                      |                      |                      |
| De Edelstenenbuurt         |                      | De Hambaken          |                      | De Slagen            |